# Batman: The Dark Knight Returns (filme)
Batman: The Dark Knight Returns (Batman: O Cavaleiro das Trevas no Brasil e Batman: O Retorno do Cavaleiro das Trevas em Portugal) é um filme animado direto ao vídeo dirigido por Jay Oliva, e escrito por Bob Goodman. O filme é baseado na série limitada da DC Comics, com o nome; The Dark Knight Returns, que conta a história de um Batman mais velho que retorna da sua aposentadoria para combater o crime em Gotham City tomada por ladrões e assassinos conhecidos como Mutantes. O herói precisará da ajuda da jovem Kelley que se tornará a nova Robin.
O filme é o 15º de uma linha de filmes chamada DC Universo Animado, em parceria da Warner Bros. Animation e a Warner Premiere, porém o filme não tem ligação com Batman: Year One de 2011.
A parte 1 do filme foi lançada em 25 de setembro de 2012 nos Estados Unidos, e a parte 2 em 29 de janeiro de 2013.

## Vozes
- Peter Weller .... Bruce Wayne / Batman
- Ariel Winter .... Carrie Kelley / Robin
- David Selby .... Comissário James Gordon
- Mark Valley .... Clark Kent / Superman
- Michael Jackson .... Alfred Pennyworth
- María Canals Barrera .... Ellen Yindel
- Paget Brewster .... Lana Lang
- Michael Emerson .... Coringa
- Grey DeLisle-Griffin .... Ancôra Carla
- Wade Williams .... Harvey Dent / Duas-Caras
- Michael McKean .... Dr. Bartolomeu Wolper
- Richard Doyle .... o prefeito
- James Patrick Stuart .... Murray
- Bruce Timm .... Thomas Wayne
- Robin Atkin Downes .... Oliver Queen
- Gary Anthony Williams .... Líder mutante
- Frank Welker .... prefeito Stevenson
- Tress MacNeille .... Selina Kyle
- Jim Meskimen .... presidente Ronald Reagan
- Conan O'Brien .... David Endochrine
- Yuri Lowenthal .... filho do Batman
- Tara Strong .... vozes adicionais

### Dubladores
- Estúdio : Cinevídeo

- Mídia: DVD

- Direção: Miriam Ficher

| Personagem                     | Dublador Brasil  | Dublador Estados Unidos |
| ------------------------------ | ---------------- | ----------------------- |
| Bruce Wayne / Batman           | Márcio Seixas    | Peter Weller            |
| Carrie Kelley / Robin          | Luisa Palomanes  | Ariel Winter            |
| Comissário James Gordon        | Isaac Bardavid   | David Selby             |
| Kal-El / Clark Kent / Superman | Guilherme Briggs | Mark Valley             |
| Ellen Yindel                   | Isis Koschdoski  | Maria Canals-Barrera    |
| Oliver Queen                   | Júlio Chaves     | Robin Atkin Downes      |
| Coringa                        | Isaac Schneider  | Michael Emerson         |
| Líder Mutante                  | Mauro Ramos      | Gary Anthony Williams   |
| Alfred                         | Ayrton Cardoso   | Michael Jackson         |

## História
10 anos após a aposentadoria como Batman, Bruce Wayne encontra uma Gotham City corrompida por crime e assassinatos cometidos pelos cruéis terrorristas conhecidos como mutantes, liderados por um misterioso líder assassino. O herói encontra até mesmo um mundo sem heróis que só o Superman age. O Cavaleiro das trevas acha também um mundo corrompido pela injustiça, e precisará deter o Líder mutante e um mais louco Coringa e enfrentar o Homem de Aço, para impor sua lei novamente a sociedade.

## Ligações Externas
- Batman: O Cavaleiro das Trevas, Parte 1. no IMDb.
- Batman: O Retorno do Cavaleiro das Trevas, Parte 2. no IMDb.